# Ханадзуки
Ханадзуки (яп. 花月, «Луна поры цветения») — японский эскадренный миноносец времён Второй Мировой войны. Первый и единственный вступивший в строй представитель третьего подтипа серии эсминцев  типа «Акидзуки».

## Строительство
Корпус корабля был заложен 10 февраля 1944 года на верфи Морского Арсенал в Майдзуру, спущен на воду 10 октября. Вступил в строй 26 декабря 1944 года, обладая, таким образом, наименьшим временем строительства среди всех эсминцев типа «Акидзуки».

## История службы
После вступления в строй корабль вошёл в состав 11-го дивизиона эскадренных миноносцев. Прибыл в Куре 21 января 1945 года, и до весны совершал только учебные походы во Внутреннем море.
15 марта назначен флагманом 31-й эскортной эскадры, 6 апреля вместе с эсминцами «Кая» и «Маки» сопровождал линкор «Ямато» в его последнем походе от Токуямы до пролива Бунго.
С апреля по август эсминец находился во Внутреннем море, и смог благополучно избежать всех налётов американской авиации, не получив никаких повреждений.
Исключён из списков ВМФ Японии 5 октября 1945 года. В июне 1947 года передан США по репарациям, и после изучения потоплен как корабль-цель в точке с координатами 35°30′ с. ш. 122°49′ в. д..

## Командиры
26.12.1944 — 5.10.1945 капитан 2 ранга (тюса) Хидэо Адзума (яп. 東日出夫);